# حسین هنگ‌آفرین
حسین هنگ‌آفرین (زادهٔ ۱۲۵۴ – درگذشتهٔ ۱۳۳۱) نوازندهٔ تار، سه‌تار و ویولن و رئیس دستهٔ موزیک قزاقخانه اهل ایران بود. او از شاگردان موسیو لومر فرانسوی بوده‌است.

## زندگی هنری
حسین هنگ‌آفرین در سال ۱۲۵۴ شمسی متولد شد. او در شعبه موزیک دارالفنون به تحصیل موسیقی پرداخت و از شاگردان ممتاز «آلفرد ژان باتیست لومر» شد. پس از پایان تحصیل، با درجه صاحب منصبی، به ریاست یکی از دسته‌های موزیک قزاقخانه منصوب شد. وی افزون بر تحصیل موسیقی نظامی، موسیقی ایرانی را نزد «میرزا عبدالله» آموخت. او از درویشان صفائی بود و در برنامه‌ها و کنسرت‌های اعیاد و مناسبت‌های مذهبی در انجمن اخوت شرکت می‌کرد.
وی در حدود سال ۱۹۱۰ میلادی به همراهِ چند نوازنده، خواننده و برادرش «اکبرخان فلوتی» برای ضبط موسیقی بر روی صفحات گرامافون راهی روسیه و انگلستان شد.
از ویلن نوازی حسین هنگ‌آفرین صفحات متعددی از جمله با آواز «حسین طاهرزاده» و «رضاقلی‌میرزا ظلی» ضبط گردید.
از شاگردان او می‌توان «ابوالحسن صبا» و «نصرالله زرین‌پنجه» را نام برد.
هنگ‌آفرین از متقدمان نوازندگی ویولن در ایران بود که آثاری از وی باقی مانده‌است. او سال‌های متمادی عمر را در راه خدمت به موسیقی ایرانی مصروف داشت.
وی در سال ۱۳۳۱ در سن ۷۶ سالگی درگذشت.